# Pacto de Jaén

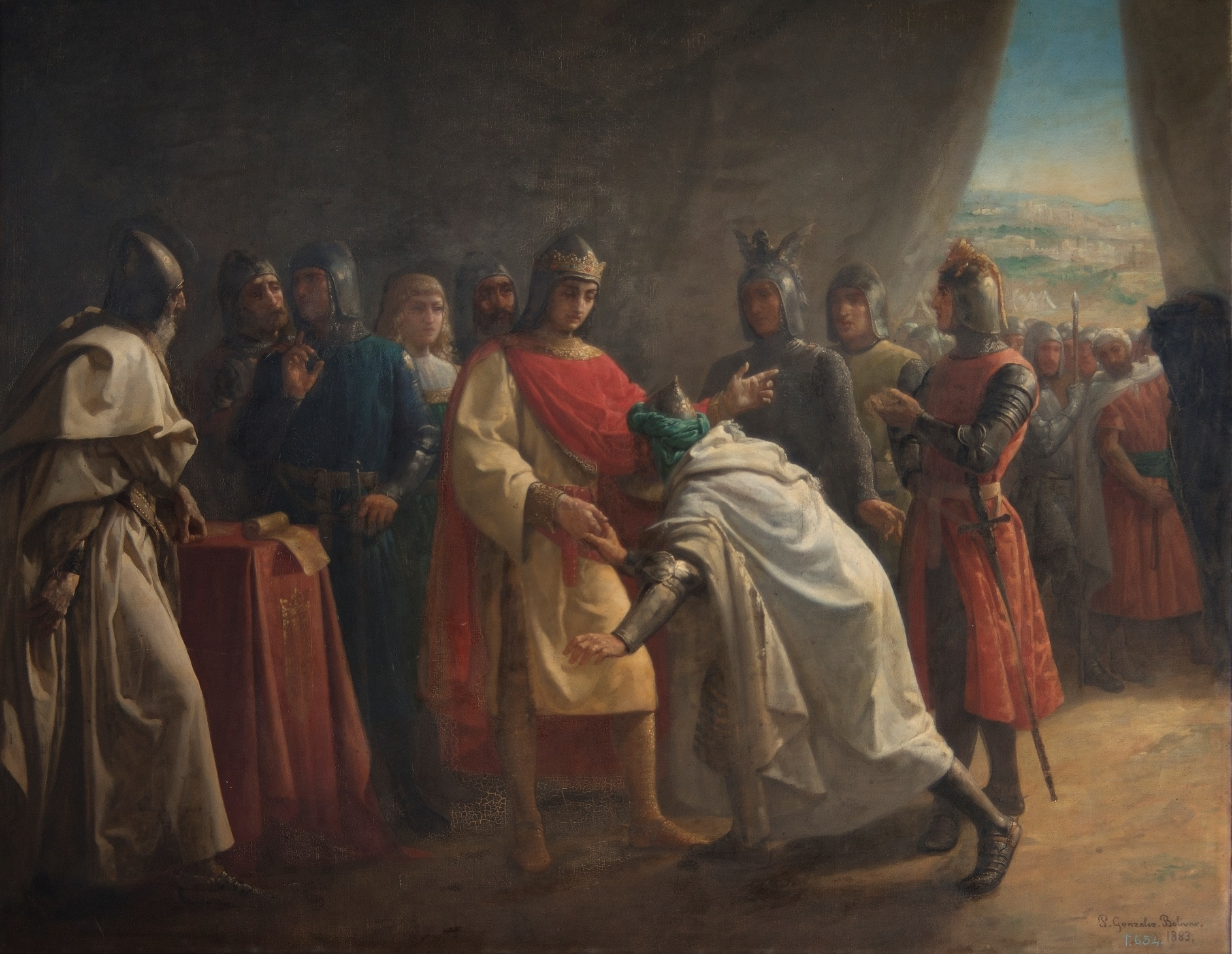
La obra representa al rey Muhammad ibn Nasr rindiendo homenaje al rey Fernando III de Castilla en 1246.

El Pacto de Jaén fue un acuerdo firmado en 1246, entre el rey de Castilla, Fernando III, y el primer rey nazarí de Granada, Alhamar, por el que se fijaba la frontera entre ambos reinos.

## Origen
El Pacto fue consecuencia de la campaña militar del rey castellano, iniciada en 1245. Tras atacar localidades como Alcalá la Real o Íllora, su Consejo decidió atacar la ciudad de Jaén, que había quedado aislada, tras conquistar los cristianos las tres vías de acceso desde Granada: El Camino Viejo, que iba por el Puerto Alto y el Puente la Sierra; el Camino nuevo, por Pegalajar, en el que había sido tomado el castillo de La Guardia; y el Camino de Alcalá, que quedó interrumpido tras la toma de Martos.
El asedio de Jaén se prolongó durante ocho meses y la situación llegó a ser desesperada. A la vista de que no podía hacer nada por salvar la plaza, Alhamar se presentó ante Fernando III, se declaró su vasallo y le entregó la ciudad, mediante la firma del Pacto de Jaén.

## Contenido
El Pacto recogía dos aspectos bien diferenciados:
- Por un lado, Fernando III recibía por vasallo al rey de Granada, quien además debía entregarle 150.000 maravedíes anuales. Se establecía también una tregua de 20 años entre ambos reinos y Alhamar se obligaba a no hacer la guerra con terceros, sin autorización de las Cortes de Castilla.
- Por otro lado, se fijaban las fronteras entre ambos reinos. Estas fronteras no fueron modificadas, prácticamente, en los dos siglos y medio siguientes, hasta la conquista de Granada por los Reyes Católicos.

## Trazado de las Fronteras
En el Reino de Jaén, la frontera con Granada estuvo situada en la cadena de sierras del Sistema Subbético, situadas en el sur de la actual provincia de Jaén. Se trata de una cadena montañosa de cierta altura (entre 1.600 y 2.000 m s. n. m.) que funcionó como defensa natural del reino nazarí. De oeste a este, el límite discurría por los siguientes lugares:
- Terrenos de la Orden de Calatrava dependientes de Martos, frente a los castillos de Alcaudete y Alcalá la Real en la parte musulmana, aproximadamente por la actual divisoria entre los términos municipales de Martos y Alcaudete.
- La sierra de La Pandera, que servía de divisoria entre ambos en la zona de Valdepeñas de Jaén, continuando por la actual divisoria de los municipios de Pegalajar (parte cristiana) y Cambil (zona nazarí).
- Sierra Mágina, cuyas cumbres separaban los dominios de Baeza, Úbeda y Jódar, de las tierras musulmanas de Huelma.
- Al este, la frontera la constituyó el río Guadiana Menor (que para los árabes era, tradicionalmente, la cabecera del río Guadalquivir), hasta llegar a la Sierra de Cazorla, donde Tíscar era una fortaleza nazarí avanzada, hasta su toma por Pedro de Castilla en 1319 antes del desastre de la Vega de Granada.[3]
- Finalmente, en el extremo oriental, la cara sur del macizo montañoso de las actuales sierras de Cazorla, Segura y Castril, fijó el extremo norte del reino granadino, frente a los terrenos serranos que pertenecían al Arzobispado de Toledo (Adelantamiento de Cazorla).

Esta frontera tuvo las siguientes modificaciones hasta la culminación de la guerra de Granada, el 2 de enero de 1492. La conquista cristiana de Alcaudete en 1340, Castillo de Locubín, Priego y Alcalá la Real en 1341. Retrasando el límite hasta las fortificadas ciudades nazaríes de Moclín, Íllora y Montefrío, muy cerca ya de la vega de Granada. Benamejí en 1361, la toma en 1410 de Antequera, en 1431 Iznájar, dos años después Ardales, el castillo de Xiquena (Fontanares) y Rute. En 1438, conquista de la villa y el castillo de Huelma. Finalizando en 1457 con la toma de Solera y 1462 con la de Archidona y su castillo.
En la zona occidental, las variaciones consistieron en la toma castellana de Tarifa en 1292, en 1434 Castellar, Jimena de la Frontera en 1456 y Gibraltar en 1462.